# Clichy-sous-Bois
Clichy-sous-Bois (franskt uttal: [kliʃi su bwɑ]
 ( lyssna)) är en kommun i departementet Seine-Saint-Denis i regionen Île-de-France i norra Frankrike. Kommunen ligger i kantonen Livry-Gargan som tillhör arrondissementet Le Raincy. År 2022 hade Clichy-sous-Bois 29 551 invånare.
Kommunen är en förort till Paris. I månadsskiftet oktober-november 2005 skedde ett våldsamt upplopp; se vidare Parisupploppen 2005 för denna händelse.

## Befolkningsutveckling
| Befolkningsutvecklingen i Clichy-sous-Bois 1968–2021 | Befolkningsutvecklingen i Clichy-sous-Bois 1968–2021 | Befolkningsutvecklingen i Clichy-sous-Bois 1968–2021 | Befolkningsutvecklingen i Clichy-sous-Bois 1968–2021 | Befolkningsutvecklingen i Clichy-sous-Bois 1968–2021 |
| ---------------------------------------------------- | ---------------------------------------------------- | ---------------------------------------------------- | ---------------------------------------------------- | ---------------------------------------------------- |
|                                                      |                                                      |                                                      |                                                      |                                                      |
| År                                                   |                                                      |                                                      | Folkmängd                                            |                                                      |
| 1968                                                 | 1968                                                 |                                                      | 16 357                                               |                                                      |
| 1975                                                 | 1975                                                 |                                                      | 22 422                                               |                                                      |
| 1982                                                 | 1982                                                 |                                                      | 24 654                                               |                                                      |
| 1990                                                 | 1990                                                 |                                                      | 28 180                                               |                                                      |
| 1999                                                 | 1999                                                 |                                                      | 28 288                                               |                                                      |
| 2007                                                 | 2007                                                 |                                                      | 29 674                                               |                                                      |
| 2015                                                 | 2015                                                 |                                                      | 30 082                                               |                                                      |
| 2021                                                 | 2021                                                 |                                                      | 29 735                                               |                                                      |